# Marcos Miers
Marcos David Miers (Asunción, Paraguay, 24 de marzo de 1990) es un futbolista paraguayo. Juega como defensa central y su equipo actual es el Club Social y Deportivo Flandria de la Primera B Metropolitana.

## Trayectoria

### Nacional
Debuta en el 2009 con el Nacional ese mismo año es campeón de la primera división de Paraguay en el Nacional compartió camerino con Rodrigo Texeira, Justo Villar y Denis Caniza. Fue convocado por el Tata Martino a la Selección absoluta de Paraguay en el 2011. Logró 3 títulos con Nacional de Paraguay 
Clausura 2009, Apertura 2011 y Apertura 2013
También dos vicecampeonatos clausura 2012 y la Copa Libertadores de América del 2014. Jugó la Final de la Copa Libertadores 2014 con Nacional de Paraguay quedándose con el vicecampeonato.

### Alianza Lima
En el 2015 firma por Alianza Lima de Perú. Fue contratado para reemplazar al defensa uruguayo Walter Ibáñez. Debutó en la derrota por cuatro a cero ante Huracán, partido jugado en Matute por la primera fase de la Copa Libertadores 2015, muy bueno en los pases largos y en el juego aéreo, con un físico imponente, convirtió el gol contra San Martín en la semifinal con lo cual pasaron a la final, donde también convirtió el gol en la final ante el César Vallejo, luego rescindió su contrato al finalizar la campaña debido a que el DT de su Club de origen Nacional de PY (Gustavo Morínigo) precisaba de su servicio para la temporada 2.016
. Fue compañero de equipo con el seleccionado peruano Christian Cueva.

### Macará
En el 2018 firma por Club Social y Deportivo Macará, para afrontar el torneo local y la Copa Libertadores 2018, fue eliminado en primera ronda por Deportivo Táchira. Jugó 11 partidos en la Serie A, durante la primera temporada.

## Clubes
|                     | Club                | País                | Año                 | PJ  | G | Media gol. |
| ------------------- | ------------------- | ------------------- | ------------------- | --- | - | ---------- |
|                     | Nacional            | Paraguay            | 2009 - 2014         | 116 | 4 | 0,03       |
|                     | Alianza Lima        | Perú                | 2015                | 22  | 2 | 0,09       |
|                     | Nacional            | Paraguay            | 2016                | 19  | 1 | 0,05       |
|                     | Sport Boys          | Bolivia             | 2016                | 8   | 0 | 0,00       |
|                     | Independiente C. G. | Paraguay            | 2017                | 5   | 0 | 0,00       |
|                     | Macará              | Ecuador             | 2018                | 11  | 0 | 0,00       |
|                     | Sportivo Luqueño    | Paraguay            | 2018                | 7   | 0 | 0,00       |
|                     | ACD Lara            | Venezuela           | 2019                | 11  | 0 | 0,00       |
|                     | Aldosivi            | Argentina           | 2019 - Presente     | 20  | 0 | 0,00       |
| Total en su carrera | Total en su carrera | Total en su carrera | Total en su carrera | 219 | 7 | 0,03       |

## Palmarés
| Título           | Equipo   | País     | Año  |
| ---------------- | -------- | -------- | ---- |
| Primera División | Nacional | Paraguay | 2009 |
| Primera División | Nacional | Paraguay | 2011 |
| Primera División | Nacional | Paraguay | 2013 |